# Norellia
Norellia is een geslacht van insecten uit de familie van de drekvliegen (Scathophagidae), die tot de orde tweevleugeligen (Diptera) behoort.

## Soorten
- N. spinipes: Narcismineervlieg (Meigen, 1826)
- N. tipularia (Fabricius, 1794)